# Philogenia umbrosa
Philogenia umbrosa – gatunek ważki z rodziny Philogeniidae. Występuje na terenie Ameryki Południowej.